# Помогалово (Ивановская область)
Помога́лово — село в составе Сакулинского сельского поселения Палехского района Ивановской области.

## География
Село находится на юго-востоке Палехского района, в 18 км к юго-востоку от Палеха (25,5 км по дорогам), рядом с селом Сакулино.

## История
До революции село Помогалово находилось в Вязниковском уезде в 65 верстах от уездного города. Сведений о дате постройки первой церкви не сохранилось. В центре села в 1817 году была построена церковь Покрова с тремя пределами — в честь Покрова Пресвятой Богородицы, в честь Смоленской иконы Пресвятой Богородицы и Святого Николая Чудотворца. В конце 19 века имелась земская народная школа. Приход состоял из села Помогалова и деревень: Лодыгина, Кочкина, Больших Углецов, Малых Углецов, Новой, Зыкова, Юрилова с общим населением 715 человек.
В советское время храм был закрыт. На стенах и в своде сохранились фрагменты живописи конца 19 века в духе позднего академизма.

## Население
| 1859 | 1905 |
| ---- | ---- |
| 168  | 140  |

| 1859 | 1905 | 2010 |
| ---- | ---- | ---- |
| 168  | ↘140 | ↘60  |